# Géosynthétique
 (janvier 2022).
Si vous disposez d'ouvrages ou d'articles de référence ou si vous connaissez des sites web de qualité traitant du thème abordé ici, merci de compléter l'article en donnant les références utiles à sa vérifiabilité et en les liant à la section « Notes et références ».
Un géosynthétique est défini par la norme NF EN ISO 10318 comme un produit dont au moins l’un des constituants est à base de polymère synthétique ou naturel, se présentant sous  forme de nappe, de bande, ou de structure tridimensionnelle, utilisé en contact avec le sol ou d’autres matériaux, dans les domaines de la géotechnique et du génie civil.
Si la matière première utilisée dans la fabrication des matériaux géosynthétiques reste majoritairement issue de la transformation des hydrocarbures, les professionnels des géosynthétiques ont engagé des recherches scientifiques pour permettre une substitution par des fibres naturelles ou recyclées.
Les géosynthétiques peuvent se classer en trois familles principales : les géotextiles et produits apparentés, les géomembranes, et les géosynthétiques bentonitiques.
Les géotextiles et produits apparentés assurent les fonctions de drainage, filtration, protection, renforcement, séparation, contrôle de l’érosion de surface.
Les géomembranes et géosynthétique bentonitique quant à eux assurent exclusivement la fonction d’étanchéité.
Les produits issus de la combinaison de manière industrielle de deux ou plusieurs géosynthétiques sont appelés « géocomposites ». Ils remplissent plusieurs fonctions dans les ouvrages.

## Usages
Les géosynthétiques sont utilisés dans le bâtiment, le génie civil, l'agriculture, dans les ouvrages pour la protection de l’environnement, dans les ouvrages hydrauliques et dans l'industrie.
Les fonctions les plus répandues sont définies par la norme NF EN ISO 10318 :
- le drainage ;
- la filtration ;
- la protection ;
- le renforcement ;
- la séparation de couches de matériaux (« géoespaceur ») ;
- le contrôle de l'érosion de surface ;
- l'étanchéité — notamment de lieux de stockage (décharge) et de confinement de déchets spéciaux ou toxiques — et d'ouvrages hydrauliques (barrages, bassins, canaux).

Une géomembrane ou un géosynthétique bentonitique n’est jamais utilisé seul. En effet, pour garantir qu’il puisse assurer la fonction étanchéité, il est placé au sein d’un dispositif d’étanchéité par géosynthétiques (DEG) qui peut être combiné avec un dispositif de drainage par géosynthétiques (DDG) pour constituer un dispositif d’étanchéité et de drainage par géosynthétiques (DEDG).

## Typologie
Différents types ou complexes géosyntétiques existent pour répondre à des contraintes thermiques, mécaniques, de résistance aux ultraviolets, aux agressions chimiques ou biologiques dans la durée, selon les caractéristiques des produits en contacts (lixiviats, fermentescibles, biogaz, etc.).

## Limites
Une des limites d’utilisation des géosynthétiques est leur durée de vie. Celle-ci est conditionnée en partie par l’insertion d’adjuvants pour limiter l’oxydation qui est le mécanisme de rupture des chaînes de polyéthylène et polypropylène qui constituent souvent les géosynthétiques, et pour augmenter la résistance aux ultraviolets.
Il n’en reste pas moins qu’un produit de grande qualité peut très mal se comporter dans le temps si le dimensionnement de l’ouvrage a été mal effectué et que les conditions d’installation ou d’exploitation de l’ouvrage ne sont pas adéquates.
Le Comité français des géosynthétiques a rédigé de nombreux fascicules de recommandations pour une bonne utilisation des géosynthétiques.

### Géosynthétiques et développement durable
Dépendante des énergies fossiles, au même titre que de nombreux autres matériaux de construction, la fabrication des géosynthétiques nécessite cependant une consommation d’énergie fossile moindre, en raison de la quantité limitée de matériaux à transporter, ce qui entraîne naturellement une contribution réduite aux émissions de gaz à effet de serre. 
L’utilisation des matériaux géosynthétiques présente de nombreux avantages, concernant notamment l’amélioration de la réversibilité des ouvrages, l’allongement de leur durée de vie ou encore la préservation des ressources naturelles. 
Facteurs de gain de temps et de réduction des coûts dans la construction, ces matériaux innovants contribuent notamment à la protection des hommes contre les risques naturels (prévention et limitation des risques), à la protection des ressources naturelles, ainsi qu’à l’amélioration des conditions de vie humaine (transport et aménagement du cadre de vie).